# 6851 Chianti
6851 Chianti è un asteroide della fascia principale. Scoperto nel 1981, presenta un'orbita caratterizzata da un semiasse maggiore pari a 2,1956992 UA e da un'eccentricità di 0,1250110, inclinata di 3,81051° rispetto all'eclittica.